# Hu Yaobang
Hu Yaobang, född 20 november 1915 i Liuyang, Hunan, död 15 april 1989 i Peking, var en kinesisk kommunistisk politiker som spelade en ledande roll i reformpolitiken under 1980-talet.
Hu tillhörde hakka-folket och kom från Liuyang, ett fattigt härad i Hunan-provinsen som länge varit ett lokalt centrum för hakka-kulturen. Han gick med i Kinas kommunistiska ungdomsförbund 1929 och i Kinas kommunistiska parti 1933. Han deltog i den Långa marschen där han sårades svårt.
Hu var Generalsekreterare för Kinas kommunistiska parti 1980–1987 och partiets ordförande 1981–1982.
Hu tillhörde den andra generationen kinesiska kommunistledare i Kina och var en aktiv medlem av reformfraktionen under 1980-talet.  Hu var länge Deng Xiaopings önskekandidat som potentiell efterträdare. I samband med en rad studentdemonstrationer i Peking 1986–1987 förlorade han emellertid 1987 sin politiska trovärdighet i ledande partikretsar, som ansåg honom vara för mjuk. Hans avgång från posten som generalsekreterare annonserades den 16 januari 1987 och följdes av en förödmjukade "självkritik", som centralkommittén tvingade honom att avge.
Hu avled 1989 av en hjärtattack under ett pågående möte med politbyrån. Hans död utlöste en rad händelser som utmynnade i protesterna på Himmelska fridens torg 1989.